# Mitchell Langerak
Mitchell Langerak, né le 22 août 1988 à Emerald, est un footballeur international australien qui évolue au  poste de gardien de but au Melbourne Victory FC.

## Biographie

### En club

#### Son parcours à Melbourne
Mitchell Langerak signe son premier contrat professionnel avec le Melbourne Victory le 23 février 2007. Quelques jours plus tard, il est prêté au South Melbourne pour le reste de la saison 2007 de la Victorian Premier League, afin d'obtenir du temps de jeu et de l'expérience. Quatorze matches plus tard, il revient à Melbourne en tant que deuxième gardien. Après le départ d'Eugene Galekovic vers Adélaïde United, Langerak s'installe dans les cages. Lors de la vingt-et-unième journée, le jeune gardien joue son premier match en première division face au grand rival du Sydney FC. Malgré le fait qu'il ait encaissé deux buts, Langerak fait de bons débuts, sauvant notamment son équipe en fin de match, toute prête d'encaisser le but de Juninho Paulista.
Avec le départ de Galekovic vers Adélaïde, le Melbourne Victory fait signer le gardien international néozélandais Glen Moss, qui prend la place de titulaire à Mitchell Langerak en début de saison 2009-2010. Mais le natif d'Emerald ressaisit sa chance et reprend sa place de numéro un lors de la seconde partie de saison.
Le 13 avril 2010, Melbourne annonce officiellement avoir rejeté une offre en provenance du Borussia Dortmund, mais que des discussions étaient toujours en cours. Le 4 mai, Langerak révèle au magazine FourFourTwo que le Borussia a fait une deuxième offre à son club,  augmentant au passage les indemnités de transfert, mais que le Melbourne Victory avait refusé.

#### Son arrivée en Europe
Le 12 mai 2010, Melbourne accepte finalement la troisième offre du Borussia Dortmund. Langerak arrive pour remplacer Marc Ziegler, parti au VfB Stuttgart, et comme numéro deux, derrière Roman Weidenfeller.
Le 29 juin 2015, il s'engage jusqu'en 2018 au VfB Stuttgart. Au VfB, il sera en concurrence avec le Polonais Przemyslaw Tyton.
Poussé sur le banc du VfB par l'arrivée de Ron-Robert Zieler, Langerak quittera l'Allemagne en août 2017 pour rejoindre le club espagnol Levante UD.

### En sélection
Mitchell Langerak effectuera son premier match dans les cages des Socceroos lors de la défaite australienne face à l'équipe de France (6-0) le 10 octobre 2013 pour un match amical.
Langerak sera sélectionné par l'entraineur Ange Postecoglou pour participer à la Coupe du monde 2014, au détriment du gardien australien Mark Birighitti. Lors du tournoi, Langerak servira comme doublure de Mathew Ryan, passant les trois matchs de l'Australie sur le banc.
Langerak ne figurera pas sur la liste des 23 joueurs australiens participants à la Coupe du monde 2018, l'entraineur Bert van Marwijk préférant prendre Brad Jones et Danny Vukovic ainsi que le gardien titulaire Mathew Ryan en Russie.
En mai 2021, malgré des performances remarquées en J. League qui en faisait le favori pour la place de n°1 dans la cage des Socceroos, Langerak a annoncé la fin de sa carrière internationale. Il a souhaité privilégier sa vie de famille aux nombreuses absences dues aux longs déplacements et aux périodes de quarantaines causées par la pandémie de covid 19.

## Palmarès
- Vainqueur de la Challenge Cup : 2008
- Finaliste de la Ligue des champions de l'AFC : 2008
- Champion d'Australie : 2009
- Champion d'Allemagne : 2011, 2012
- Coupe d'Allemagne : 2012.
- Finaliste de la Ligue des champions en 2013

- VfB Stuttgart :
  - Champion de 2. Bundesliga en 2017